# Baindt
Baindt es un municipio situado en el distrito de Ravensburg, en el estado federado de Baden-Wurtemberg (Alemania). Tiene una población estimada, a fines de 2020, de 5261 habitantes.
Está ubicado al sureste del estado, en la región de Tubinga, cerca del lago de Constanza, de la frontera con Austria y de la orilla oeste del río Iller —un afluente derecho del Danubio—, que lo separa del estado de Baviera.